# General Galarza
General Galarza es una localidad argentina del departamento Gualeguay en la provincia de Entre Ríos.

## Toponimia
El nombre recuerda al veterano (1798-1881) del Ejército entrerriano que desde 1811 fue soldado del general Francisco Ramírez, hasta su muerte en 1881. En 1837 acompañó a Justo José de Urquiza. En la batalla de Caseros fue nombrado coronel mayor. Intervino en la Guerra de la Triple Alianza.

## Parque industrial
- Fábrica de Lácteos Cremigal
- Fábrica de Alimentos Balanceados para Bovinos, Porcinos y Aves
- Planta de extracción de Aceite de Soja
- Planta de producción de biodiésel
- Metalúrgica
- Marmolería
- Fábrica de aberturas de aluminio
- Laboratorio diesel

Predio con gas natural, a 150 km de Rosario (Argentina) y a 255 de Buenos Aires, fácil acceso desde la reparada RN 12 de Médanos a Galarza y la ruta RP 6, lo cual permite una conexión rápida con Nogoyá y con Paraná.

## Creación del municipio

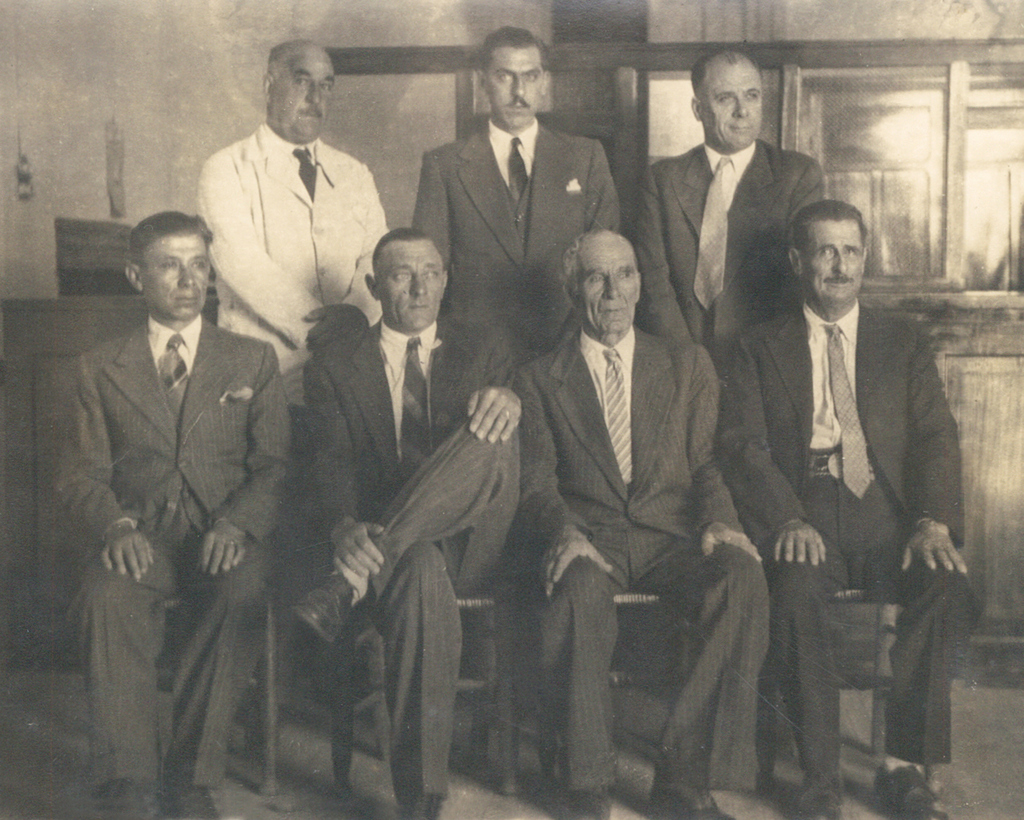
PRIMERA JUNTA DE FOMENTO MUNICIPAL
Arriba (izq. a der.): Conc. Carlos Francisco Garzia (UCR), Conc. Faustino Ramón Baldo (PJ), Conc. Julio Leiva Soler (UCR).
Abajo (izq. a der.): Conc. Evaristo Canteros (PJ),. Intendente Enrique “Cotuna” Godoy (PJ), Conc. Miguel Demartini (PJ), Conc. Víctor Arias (PJ).

Por decreto de 21 de enero de 1890 la estación ferroviaria km 52 fue denominada General Galarza. La ley n.º 2376 de 7 de noviembre de 1911 ordenó efectuar la mensura y trazado de un pueblo junto a la estación del Ferrocarril Central Entrerriano. El 27 de septiembre de 1912 fueron aprobados por la Oficina Técnica los planos del pueblo a fundar. La población se considera fundada el 5 de octubre de 1912 en el lugar conocido como «San Guillermo», día en que un decreto aprobó mensura y trazado de nuestro pueblo.
La influencia de la estación General Galarza y, sobre todo, la imposición de sus habitantes determinaron que San Guillermo se conociera como General Galarza, topónimo que en definitiva se oficializa al declararse al pueblo como municipio de 2.ª Categoría, el 8 de enero de 1948.
Mediante el decreto provincial n.º 24 MG/1948 de 8 de enero de 1948, se declaró municipalidad de General Galarza a la comuna, adoptando definitivamente el nombre de la estación ferroviaria y aboliendo su nombre anterior de Villa San Guillermo.
Sin embargo, su inicio de actividades debió aguardar el resultado de las elecciones del 7 de marzo de aquel año, cuyas autoridades electas asumieron el 28 de abril de 1948, constituyéndose para el Acto en un Salón facilitado por el Registro Civil, ubicado entonces en la actual Terminal de Ómnibus.
Así surgió la Primera Junta de Fomento Municipal, integrada por 7 miembros: el Intendente y 6 vocales o concejales, compuesta por 5 representantes del Partido Justicialista y 2 de la Unión Cívica Radical. A ellos se les debe los primeros debates oficialmente democráticos, los primeros lineamientos administrativos, las primeras legislaciones, los primeros pasos donde no había huellas; en tiempos sin celulares ni telediscado, sin rutas asfaltadas ni pavimento en el Pueblo, sin energía eléctrica (salvando la suministrada por la Usina, hasta las 12 de la noche), sin sueldos ni dietas (excepto el intendente).

## Deportes

### Club La Academia AD

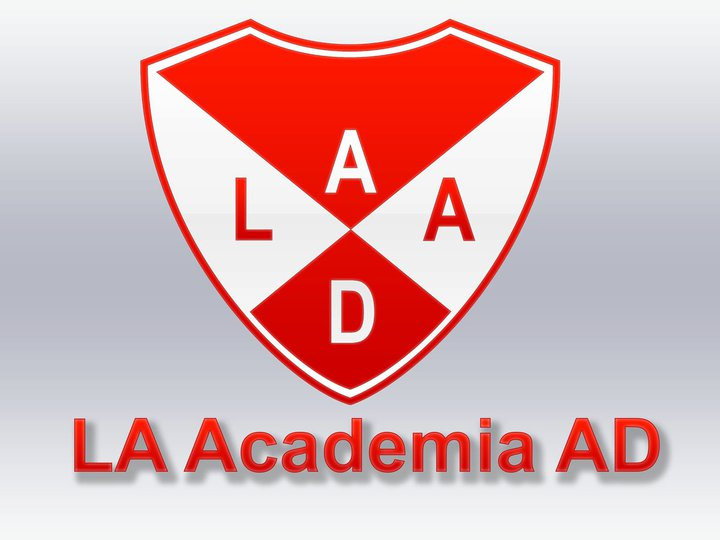
Escudo Club la Academia AD - Galarza

En el transcurso de los primeros treinta años de su existencia, General Galarza no habla logrado conformar una entidad deportiva que se afianzara en la preferencia popular y se constituyera en un genuino representante a nivel departamental y provincial.
Pese a los reiterados y bien intencionados propósitos de sus dirigentes, a los diversos clubes de esa naturaleza que iban surgiendo no les fue posible afianzarse institucionalmente ni obtener una continuidad en su trayectoria.
Así lo entendieron en la noche del 16 de septiembre de 1942 un grupo de vecinos entusiastas amantes del deporte quienes, convocados por los Sres. Teófilo García Ferreyra y Joaquín Irineo Amarillo, se reunieron en el domicilio de Don Jorge Besel (h) queriendo salvar esa falencia y constituyeron una sociedad que llevaría el nombre de LA ACADEMIA ASOCIACIÓN DEPORTIVA. Serían sus fines ‘•… dedicar especial atención a la educación física en el más amplio sentido anexando a ello todo deporte sano, conforme reza el Acta Constitutiva del Club.

### 19º Campeonato Entrerriano de Ciclismo Promocional - Galarza: 13/11/88

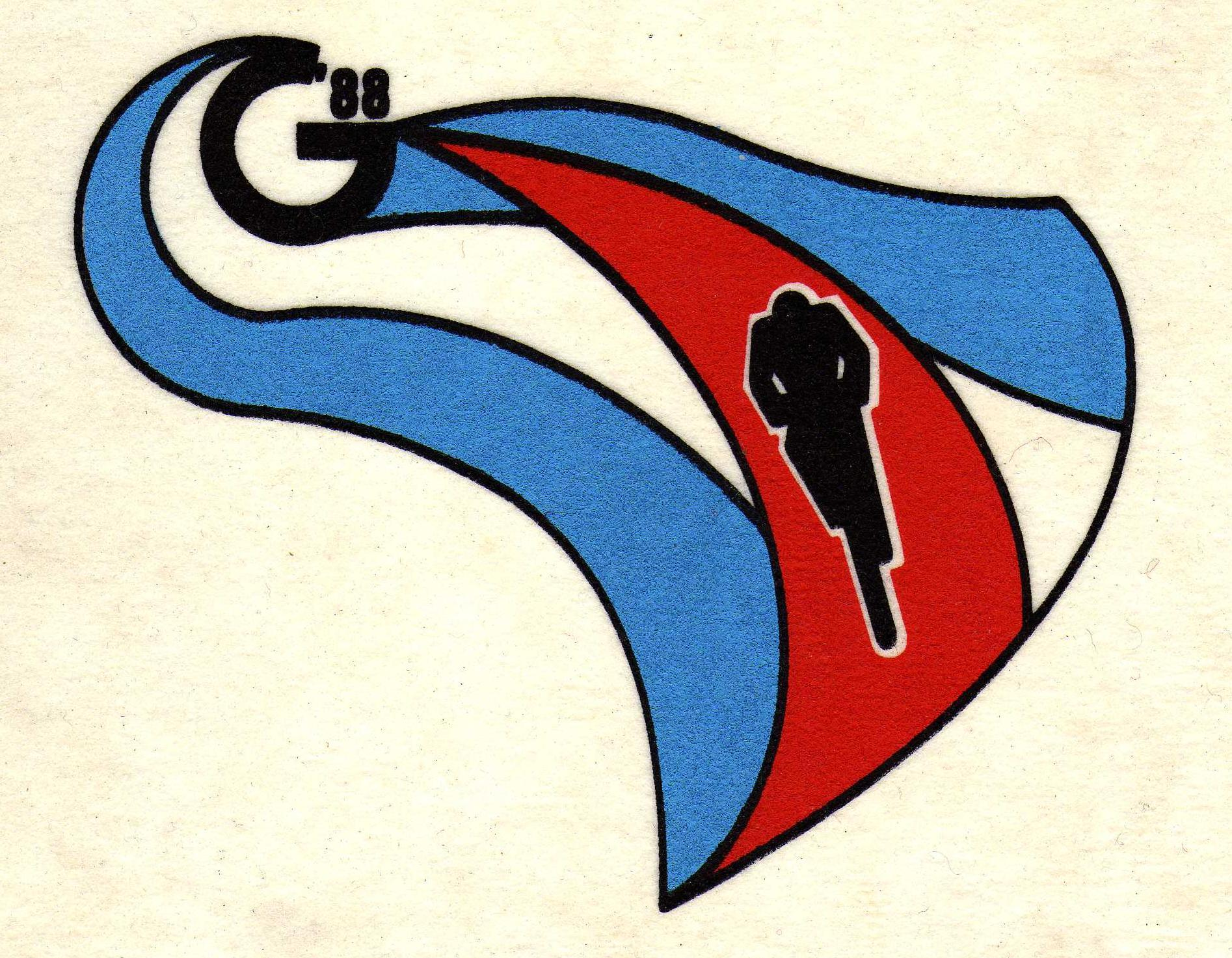
Logo 19º Campeonato Entrerriano de Ciclismo Promocional - 13-11-1988 Omar Baldo

El domingo 13 de noviembre de 1988 General Galarza se convirtió por primera vez (y única hasta la fecha) en sede Provincial del 19º Campeonato Entrerriano de Ciclismo Promocional.
La competencia fue organizada por la Comisión Municipal de Cultura, Deportes y Recreación de la gestión del Intendente Ricardo "Cacho" Arnaudín y se desarrolló en el Complejo Polideportivo. Allí se acondicionó un velódromo de 450 metros de extensión.
El acto inaugural dio inicio a las 14 horas con una Ceremonia de Apertura diagramada por Omar Baldo que reunía a 100 jóvenes estudiantes del Instituto de Enseñanza Secundaria "Gral. San Martín" y de la Escuela N.º 20 "Esteban Echeverría", vestidos de blanco. Ellos ingresaban al campo encabezados por la tenista Verónica Stele portando la antorcha olímpica, escoltada por los destacados baloncestistas Diana Druetta (bandera olímpica) y Diego Echazarreta (bandera de Entre Ríos), con el acompañamiento musical de la Banda de Música de la ciudad de Victoria.
Encendida la llama Olímpica, la formación comienza a desplegarse para formar distintas figuras, según el siguiente orden:
1) Los 5 anillos del símbolo Olímpico, desplegando pañuelos con los respectivos colores.
2) Una gigante rueda de bicicleta, con bastones plateados como complemento.
3) Destrezas individuales (Vanesa Barón, Jaquelina Breda, Verena Breda, Mariela Arriaga, Silvana Garzia).
4) Coreografía con paraguas celestes y blancos que al abrirse mostraban el mensaje "B I E N V E N I D O S".
5) Suelta de globos.
6) Desconcentración.

Al respecto, el matutino "El Diario" de Paraná, en su edición del viernes 18 de noviembre de 1988, se refería en estos términos:

"El espectáculo presentado como ceremonia de apertura del campeonato fue realmente agradable y perfectamente coordinado. Se presentaron en escena 100 jóvenes vestidos con indumentaria deportiva, estudiantes de un colegio secundario de esa ciudad (Galarza) y la Banda de Música de la ciudad de Victoria, los que deleitaron a los 2.500 espectadores, con ejercicios perfectamente combinados, algo realmente inusual en espectáculos ciclísticos en nuestra provincia. Como acto previo a esta ceremonia fue encendida la llama olímpica, tarea que estuvo a cargo de una destacada figura del deporte de la ciudad de General Galarza".

Dirección destrezas individuales y coreografía paraguas: Prof. Carolina Galeano.
Autor del Logo del Campeonato: Omar Baldo.
Diagramación y dirección general: Omar Baldo.

## Bandera de General Galarza
El 5 de octubre de 2012 se creó la bandera en conmemoración de los 100 años de General Galarza.
Declarado como “Bandera Oficial de General Galarza” por Decreto N.º 90/12, de fecha 04/10/12, el proyecto presentado por los Sres. Luis y Giovanni Fracaroli responde a la siguiente fundamentación presentada por sus autores:
“…Sobre un fondo del Pabellón Nacional que nos hermana e identifica como Argentina, una franja media de color rojo, el color federal de nuestra Provincia entrerriana, y sobre un sol central se entrelazan dos letras G iniciales del nombre de nuestra localidad. La bandera celeste y blanca guía las premisas de nuestra República, el rojo nos involucra en nuestro pensamiento e historia federal, mientras el sol produce y sostiene la fuerza y vitalidad de donde surgen las letras G en el verde rural de nuestro origen.”

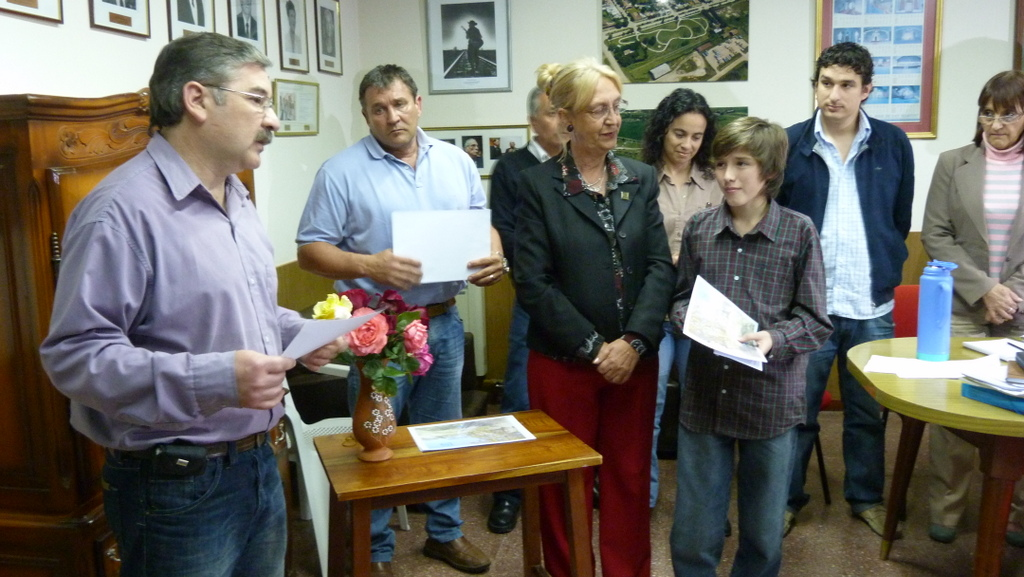
Entrega de los reconocimientos

Durante la reunión de Concejo Deliberante celebrada el 13 de octubre de 2012, se hizo entrega de los reconocimientos y premios a los Ganadores del Concurso promocionado desde el municipio para la Creación de una Bandera para General Galarza, del que resultó elegido el trabajo presentado por el Sr. Fracaroli Luis y su Hijo Giovanni bajo el seudónimo C.A.B.J.R.
También recibieron menciones especiales los realizados por la Sra. Marisa Weinmeister y Ernesto Lamagni.

## Despliegue de lasFuerzas Armadas argentinasen General Galarza
| Unidades de la Guarnición Militar General Galarza | Sigla                 |
| ------------------------------------------------- | --------------------- |
| Haras Militar General Urquiza                     | Haras Mil Grl Urquiza |

## Parroquias de la Iglesia católica en General Galarza
| Diócesis   | Gualeguaychú |
| ---------- | ------------ |
| Parroquias | San José     |